# 弓場季彦
弓場 季彦（ゆば すえひこ、1943年10月5日 - ）は奈良テレビ放送(TVN)の前社長、奈良県吉野郡十津川村にある玉置神社の元宮司。

## 略歴
- 奈良県吉野郡十津川村出身
- 同志社大学法学部卒業後、1967年に旧運輸省大阪陸運局に入局
- 1971年奈良県採用。主に県高齢福祉課長、県広報課長、県総務部次長、県知事公室長、県住宅供給公社常務理事などを歴任した。
- 2003年6月から5年間にわたり、奈良テレビ放送社長を務めた。
- 3期満了（任期・1期2年）に伴う2008年6月の株主総会で社長を退任。
- 退任後の2009年4月、十津川村長選挙に無所属で立候補し観光事業による村の活性化を訴えたが、現職の更谷慈禧に小差で敗れた。
- 2012年11月に地元・玉置神社の宮司に就任。[1]
- 2018年10月、体調不良を理由に玉置神社の宮司を退任[2]。就任後、氏子総代7人を手続なしに解任するなどして氏子総代らと対立し、地位確認訴訟では敗訴していた[3]。

## 人物
- 奈良テレビの社長時代には、「企業のリーダーは自らが広告塔に徹していくべきだ」という考えのもと、弓場自らが制作総指揮として番組の制作に関与する番組や、ゲストや司会、インタビュアーとして出演する番組を多数スタートさせた[4]。多くの自社製作番組に出演したほか、ニュース番組で自らの行動を放映させることも頻繁にあった。自演した番組内容を紹介する書籍を発行したり、映画や音楽などのイベントを企画したりして、自らをアピールする形で拡大路線を採り続けた。
- 山根康広コンサートやアマチュア歌手らの音楽イベント（JAM&JAM音楽祭、エントランスコンサートスペシャルライブ）、朝倉進などのジャズ・イベント、芳岡ひできらの絵画デザインイベント、New OSK日本歌劇団（現在のOSK日本歌劇団）などの演劇イベント、中村勘太郎、中村七之助、片岡我當などの歌舞伎イベント、黒澤明や溝口健二、チャールズ・チャップリン、大野裕之、バスター・キートン、ハロルド・ロイド、牛原虚彦、山田五十鈴などの映画イベント、平家物語のイベントなどを手掛けたが、ほとんどのイベントで客足は伸び悩んだ。社長退任前の2008年3月にレギュラー番組は全て終了し、退任後には奈良市内の書店に並んでいた書籍も撤去された。
- 前述のような奈良テレビの拡大路線を展開する一方で、奈良テレビ放送は2006年度・2007年度決算で連続赤字を計上するなど業績は低迷し、若手社員の大量離職という問題も発生した。地上デジタルテレビ放送のワンセグ放送についても、近畿地方の他全国独立放送協議会がデジタル放送開始とほぼ同時期にスタートしたにもかかわらず、奈良テレビは2009年12月1日開始と出遅れた。2007年6月には週刊ダイヤモンド（2007年6月2日発行）の「民放127局経営力ランキング」で、奈良テレビ放送は最下位の127位に順位付けされた。「社内に不評もあったという」（奈良新聞2008年4月30日）と報道された。こうした経緯により、弓場による拡大路線は、奈良テレビの経営面・組織面などでの停滞を印象付けた。
- 旧奈良ドリームランド横の敷地への「新社屋移転、デジタル化という難題を見事に乗り越えた」[5]などと功績を称える意見もある。エヌ・アイ・プランニングが2006年に発行した季刊情報誌「NARANTO 奈良人」の特集でも好意的に取り上げられた。

## 社長在任中の主な出演番組
- 奈良テレビスペシャル
- TVNラビリンスシアター(冒頭の映画解説担当)
- 喝采座〜伝統芸能へのアプローチ(司会)
- NEWSジャーナル コンタクト(司会)
- 気になる時間(ゲスト)
- 懐かしの唱歌(合唱団メンバーの一人)
- 奈良テレビ文化スタジオこころ大学
- エントランスコンサート(観客)
- 土曜エンターテインメント・ギャロップ(司会)
- MADE IN J
- 華麗なるプリンシパル　吉田都

## 著書
単行本（すべて2007年、奈良テレビ放送発行）
- いいご縁でした―明日を創る人々が紡いだ至高の言葉TVN「VIPオンステージ」保存版
- 映画、観ませんか。―「TVNラビリンスシアター」保存版
- TVN「Newsジャーナルコンタクト」保存版vol.1〜7
- チャップリン国際シンポジウムin奈良 2006・2007
- 喝采座第1幕 伝統芸能へのアプローチTVN「喝采座」保存版

## エピソード
- 日本舞踊、テニス、三味線、スキューバダイビング、ドラム、映画鑑賞など多趣味。
- 柿本善也元奈良県知事に最も重用された県幹部の一人とされる。